# Међународна година младих
Уједињене нације су 1985. годину прогласиле Међународном годином младих (енгл. International Youth Year - IYY). Одржан је како би се пажња усмерила на питања која се тичу младих и која се односе на њих. Прокламацију је 1. јануара 1985. потписао генерални секретар Уједињених нација Хавијер Перез де Куељар.

## Догађаји
Током целе године активности су се одвијале широм света. Ове активности координирао је Секретаријат за младе у оквиру Центра за друштвени развој и хуманитарна питања, који је тада био смештен у канцеларијама УН-а у Бечу, Аустрија. Директор Секретаријата, Мохамед Схариф, био је и извршни секретар за Међународне године младих. Председник Међународне године младих био је Нику Чаушеску, син тадашњег румунског диктатора Николаја Чаушескуа.
Иако сам није организовао никакве посебне догађаје, под слоганом године „Учешће, развој, мир“, Секретаријат Међународне године младих је помогао у организацији бројних догађаја који су помогли да Гофина буде успешана. Дана 11. октобра 1985. године, генерални секретар УН-а, Хавијер Перез де Куељар, у свом извештају Генералној скупштини, сумирао је главне активности за Међународну годину младих.
Главни догађај УН за Међународну годину младих био је Светски конгрес о младима (на шпанском: Congreso Mundial Sobre La Juventud) који је организовао УНЕСКО и одржан у Барселони, Шпанија, од 8. до 15. јула 1985. Издала је „Барселонску декларацију“  о младима.
Други међународни догађаји поменути у извештају генералног секретара (11. октобар 1985. А/40/701):
- Међународна конференција младих и Светски фестивал младих ( Кингстон, Јамајка, 6–10. април 1985). Издао "Кингстонску декларацију" о младима.[4]
- Пријатељско окупљање младих, (Пекинг, Кина, 10–24. мај 1985)
- 12. Светски фестивал омладине и студената, ( Москва, СССР, 27. јул–3. август 1985)
- Међународна конференција о праву младих (Монтреал, 5-9. август 1985)